# Club Centro Deportivo Municipal
O Club Centro Deportivo Municipal, é um clube peruano de futebol, da cidade de Lima. É o 5° maior vencedor do Campeonato Peruano de Futebol, com 4 títulos.
Viveu seus anos de glória durante a década de 1940, onde conquistou seus campeonatos nacionais. Ultimamente, passou por uma fase dificil, inclusive sendo rebaixado para a segunda divisão nacional. Em 2007, retornou à elite peruana.
Em 1948 disputou o Campeonato Sulamericano de Clubes Campeões, Torneio reconhecido pela CONMEBOL como sendo precursor da Copa Libertadores da América, vencido pelo Vasco da Gama.

## Títulos

### Nacionais
- Campeonato Peruano: 4 (1938, 1940, 1943 e 1950)[3]
- Campeonato Peruano da 2ª Divisão: 3 (1968, 2006 e 2014)
- Torneo Intermedio: 1 (1993)[4]

### Estaduais
- Campeonato Regional de Lima: 1968

## Uniforme
Seu uniforme principal é uma homenagem a Seleção Peruana de Futebol, com a tradicional camisa branca de faixa transversal vermelha, e calções e meias também brancos.

## Elenco
Atualizado em 16 de junho de 2024.